# 罗进新
罗进新（1930年—2023年3月3日），男，广东大埔人，中华人民共和国政治人物，曾任审计署副审计长，中国审计学会副会长。